# Spilamberto
Spilamberto is een gemeente in de Italiaanse provincie Modena (regio Emilia-Romagna) en telt 11.376 inwoners (31-12-2004). De oppervlakte bedraagt 29,5 km2, de bevolkingsdichtheid is 378 inwoners per km2.

## Demografie
Spilamberto telt ongeveer 4557 huishoudens. Het aantal inwoners steeg in de periode 1991-2001 met 2,9% volgens cijfers uit de tienjaarlijkse volkstellingen van ISTAT.
| Jaar | Inwoneraantal |
| ---- | ------------- |
| 1991 | 10.665        |
| 2001 | 10.973        |

## Geografie
Spilamberto grenst aan de volgende gemeenten: Castelnuovo Rangone, Castelvetro di Modena, Modena, San Cesario sul Panaro, Savignano sul Panaro, Vignola.

## Gestorven
- Paus Adrianus III